# Pedro Solberg
Pedro Salgado Collett Solberg (Rio de Janeiro, 27 de março de 1986) é um ex-voleibolista indoor brasileiro, atualmente atuante no vôlei de praia. Na categoria infanto-juvenil foi medalhista de ouro e prata no Campeonato Mundial de Vôlei de Praia em 2002 e 2003, respectivamente. No mundial da categoria juvenil foi ouro em 2003 e 2006, bronze em 2004 e semifinalista em 2005. Em 2008, tornou-se o mais jovem campeão do Circuito Mundial.

## Carreira
Filho da ex-voleibolista indoor e praia Isabel, e do irmão da cinemanovista Helena Solberg, Ruy Solberg, Pedro iniciou sua carreira em 1995 praticando voleibol indoor no Fluminense  migrando para o vôlei de praia em 2002, seguindo os passos de sua mãe que também fez carreira na praia e de suas irmãs Maria Clara e Carolina e neste ano disputou ao lado de Ian Borges o mundial infanto-juvenil  na Grécia conquistando sua primeira medalha em competições internacionais e com este mesmo parceiro ficou com a medalha  de prata no mundial na referida categoria, realizado na Tailândia.
Em 2003 disputou o mundial da categoria juvenil na França e desta vez formava dupla com Pedro Cunha conseguindo proeza da medalha de ouro e na edição do mundial nessa categoria seguinte ficou com o bronze em Portugal jogando ao lado de Moisés Santos.Em competições nacionais foi campeão do Campeonato Brasileiro de Vôlei de Praia Sub-18 em 2003 e em 2004 conquistou o título do Campeonato Brasileiro de Vôlei de Praia Sub-21.
No mundial juvenil de 2005 realizado no Brasil, jogou ao lado de Tiago Santos e conseguiu apenas a quarta colocação. Ainda em 2005 pelo Circuito Mundial, seus melhores resultados foram dois bronzes um na Etapa Satélite em Turku na Finlândia e outro no Challenger de Cagliari na Itália jogando com Ian Borges e  com este obteve um décimo sétimo lugar no Challenger de Rimini na Itália, mesma colocação obtida no Aberto de Stare Jablonki na Polônia quando fez dupla com Pedro Cunha.Foi a Revelação do Circuito Brasileiro do  Banco do Brasil em 2005  .
No mundial juvenil de 2006 na Polônia formou dupla com Bruno Schmidt e conquistaram a medalha de ouro. Pelo Circuito Mundial de 2006 atuou ao lado de Roberto Lopes e obtendo como melhor resultado o quarto lugar no Aberto de Zagreb na Croácia e jogou nesta temporada apenas o Aberto de Vitória no Brasil com Fred terminando na décima sétima colocação.
Nas competições da temporada 2007 atuou com Harley Marques pelo Circuito Mundial e tiveram bons resultados, como os obtidos nas três etapas vencidas: Aberto de Xangai (China), Aberto de Alan (Finlândia)  e o Aberto de São Petersburgo (Rússia); dois bronzes:  Aberto de Manama (Tailândia) e Aberto de Montreal (Canadá); além de um quarto lugar no Aberto de Espinho(Portugal) e  três etapas com a quinta colocação: Grand Slam de Berlim (Alemanha), Grand Slam de Klagenfurt (Áustria) e quatro etapas com nono lugar: Aberto de Roseto degli Abruzzi(Itália), Aberto de Zagreb(Croácia), Aberto de Marseille(França) e o Aberto de Fortaleza(Brasil), tendo como resultados negativos apenas  o trigésimo terceiro lugar  no Grand Slam de Paris (França) e não pontuou no Grande Slam de Stavanger (Noruega).Além destas etapas disputou o Campeonato Mundial de Vôlei de Praia realizado em Gstaad na Suíça terminando apenas na décima sétima colocação. No Circuito Brasileiro Banco do Brasil de 2007 foi eleito a melhor recepção da edição.
Competiu pelo Circuito Brasileiro Banco do Brasil de 2008,  sendo campeão na etapa de Maceió , vice-campeão na etapa de Xangri-La ,Florianópolis, Campo Grande e Brasília e Pedro entrou para história na temporada de 2008 quando se tornou o jogador mais jovem a conquistar o título do Circuito Mundial de Vôlei de Praia, ele tinha apenas 22 anos, nesta ocasião fazia dupla com Harley e juntos conquistaram seis etapas: Aberto de Adelaide (Austrália), Aberto de Xangai (China), Aberto de Roseto degli Abruzzi(Itália), Aberto de Gstaad(Suíça), Aberto de Mallorca (Espanha) e Aberto do Guarujá(Brasil); um bronze no Aberto de Dubai (Emirados Árabes Unidos), quatro etapas no quarto lugar: Aberto de Barcelona(Espanha), Aberto de Stare Jablonki (Polônia), Grand Slam de París e Aberto de Marseille, ambos na França; um quinto lugar no Aberto de Kristiansand(Noruega); quatro etapas na nona posição: Grand Slam de Berlim(Alemanha), Grand Slam de Stavanger (Noruega), Grand Slam de Moscou (Rússia) e Grand Slam de Klagenfurt (Áustria), não ficou sem pontuar em nenhuma etapa, tendo apenas com  resultados abaixo dos anteriormente citados no Aberto de Praga (República Tcheca) terminando na décima terceira posição e em vigésimo quinto lugar no Aberto de Zagreb (Croácia). Após estes resultados Pedro conquistou o título do Circuito Mundial de 2008.
Pedro em 2009 foi eleito o Rei da Praia  e no mesmo ano formou dupla com Pedro Cunha e pelo Circuito Mundial conquistaram duas pratas, uma no Aberto de Xangai(China)e a outra no Aberto de Roma (Itália), além de um quinto lugar no Aberto de Myslowice (Polônia) , um nono lugar no Aberto de Brasília (Brasil)  e após o décimo sétimo lugar no Campeonato Mundial de Vôlei de Praia de 2009 realizado em Stavanger na Noruega passou a formar dupla com  Benjamin  e juntos conquistaram o ouro no Aberto de Stare Jablonki, três etapas na quinta posição: Grand Slam de Moscou, Grand Slam de Klagenfurt e Aberto de Kristiansand; além disso obteve o nono lugar no Grand Slam de Gstaad e ficaram sem pontuar no Grand Slam de Marseille.Após estes resultados formou dupla por duas etapas com o campeão olímpico Ricardo , sendo quarto lugar no Aberto de Aland (Finlândia) e décimo terceiro lugar no Aberto de The Hague(Holanda).Terminou na décima sétima colocação no geral.Disputando o Circuito Brasileiro Banco do Brasil foi campeão na etapa de Santa Maria, vice-campeão na etapa de João Pessoa, terceiro lugar nas etapas de Vitória, Belém e Teresina.
Na temporada 2010 pelo Circuito Mundial ficou na quinta posição no Aberto de Brasília. Retomou a parceria com Harley  e obtiveram o título do Aberto da Xangai, a prata no Aberto de Kristiansand,  quinto lugar no Grand Slam de Moscou e outro no de Stare Jablonki.Na nona posição ao lado de Harley ocorreu no Grand Slam de Roma, Grand Slam de Stavanger e no Grand Slam de Gstaad e além destes resultados com este parceiro, Pedro terminou na décima sétima posição em duas etapas, a primeira no Aberto de Myslowice e a outra no Grand Slam de Kalgenfurt.Jogou o Aberto de Aland com o jogador Ferramenta  e  o Aberto de The Hague com Harley, em ambas oportunidades foi o nono lugar.Terminou na nona posição geral do Circuito Mundial.Pelo Circuito Brasileiro Banco do Brasil 2010 venceu a etapa de João Pessoa e foi vice-campeão na  etapa de Uberaba.
Retomou a parceria com Pedro Cunha na temporada 2011, e com este atuou no Circuito Mundial de 2011 obtendo como melhor colocação da dupla o quarto lugar no Aberto de Praga e outros resultados: nono lugar do Aberto de Xangai e o décimo sétimo lugar no Aberto de Brasília e no Grand Slam de Beijing.Mudou de parceiro na metade do ano, retomando o trabalho de dupla com o Ferramenta e juntos subiram ao pódio apenas no Aberto de Agadir (Marrocos), obtendo o bronze desta etapa; quinto lugar no Campeonato Mundial de Vôlei de Praia de 2011 realizado em Roma na Itália, sua melhor colocação em mundiais na categoria adulto.Obteve também a nona posição no Grand Slam de Gstaad e no Aberto de The Hague; não pontuaram no Aberto de Aland  e terminaram apenas na vigésima quinta colocação no Grand Slam de Stavanger. No Circuito Brasileiro Banco do Brasil  de 2011  venceu  etapa do Rio de Janeiro  e foi vice-campeão nas etapas do Guarujá e na de Balneário Camboriú, sendo terceiro na etapa de Santa Maria.
A Federação Internacional de Vôlei (FIVB)  cuja sede em Lausanne -  anunciou  que Pedro Solberg fora inocentado das acusações de doping, sendo o caso arquivado, sem qualquer punição, pois, nenhuma infração ficou provada, pois, um segundo exame na amostra do jogador realizado em Colonia, na Alemanha, não detectou  a substancia proibioda de  esteroide androstane, que apresentou a prova e na contraprova realizado no laboratório brasileiro Ladetec, este  credenciado pela Agência Mundial Antidoping (Wada), em virtude deste resultado sofreu suspensão das competições até o julgamento., Pedro questionou os procedimentos da análise e alegou inocência,tendo como testemunha o médico brasileiro Dr. Eduardo de Rose, autoridade com reconhecimento mundial controle antidoping, que indicou possibilidade de falha deste laboratório neste caso , diante disso a  FIVB cancelou a suspensão provisória em agosto de 2011..Terminou na vigésima terceira colocação geral no Circuito Mundial 2011.
Na temporada 2012 anuncia o medalhista olímpico Márcio Araújo como seu novo  parceiro e no Circuito Mundial foram vice-campeões no Aberto de Myslowice e no Grand Slam de Klagenfurt, ainda foram bronze no Grand Slam de Xangai, quarto lugar no Aberto de Praga, quinto lugar no Aberto de Berlim, nono lugar  no Aberto de Brasília, Grand Slam de Beijing, Grand Slam de Moscou e no Grand Slam de Roma; não pontuaram apenas no Grand Slam de Gstaad e ainda ficaram na vigésima quinta colocação no Grand Slam de Stare Jablonki.Pedro terminou na sexta colocação do Circuito Mundial de Vôlei de Praia de 2012.
No Circuito Brasileiro Banco do Brasil de 2012-13 foi eleito o melhor bloqueio da temporada e venceu as etapas de Goiânia, Campinas, Curitiba, Rio de Janeiro , Fortaleza , João Pessoa ,Maceió, Brasília e terceiro lugar na etapa de Belo Horizonte, conquistando assim o título  Circuito Brasileiro Banco do Brasil 2012-13.A partir de 2013  voltou a formar dupla com Bruno Schmidt, e juntos conquistaram o título da temporada 2012/2013 do Circuito Brasileiro Banco do Brasil e no Circuito Mundial de 2013 venceram o Grand Slam de The Hague e o Grand Slam de São Paulo; foram prata no Grand Slam de Xangai e  Grand Slam de Gstaad; bronze  no Grand Slam de Roma e no Aberto de Durban (África do Sul); quarto lugar no Grand Slam de Corrientes(Argentina); quinto lugar no Aberto de Fuzhou(China) e no Campeonato Mundial de Vôlei de Praia 2013 realizado em Stare Jablonki na Polônioa.Além deste resultados foi nono lugar no Grand Slam de Long Beach(EUA), Grand Slam de Berlim, Grand Slam de Moscou e no Grand Slam de Xiamen.
No Aberto de Durban, Pedro e Bruno lutavam pelo título do Circuito Mundial de 2013, mas era uma missão nada fácil, precisavam  ganhar a etapa e torcer para a dupla  Samoilovs e Šmēdiņš, não passarem das oitavas de final, mas infelizmente não ocorreu os encontraram na semifinal e foram derrotados, mas conquistou o bronze, encerrando o Circuito Mundial de Vôlei de Praia 2013 com a medalha de prata.Foi eleito melhor bloqueador do Circuito Mundial de 2013.
No Circuito Brasileiro Banco do Brasil 2013-14 sagrou-se campeão da etapa do Rio de Janeiro e vice-campeão da etapa de  Vitória. Pedro fez dupla com Emanuel Rego na temporada 2014, conquistando a medalha de bronze nos Jogos Sul-Americanos.

## Títulos e resultados
- 2003 - Campeão do Campeonato Brasileiro de Vôlei de Praia Sub-18[3]
- 2004 - Campeão do Campeonato Brasileiro de Vôlei de Praia Sub-21[3]
- 2005 - 4º Lugar do Campeonato Mundial de Vôlei de Praia Sub-21 (Rio de Janeiro, Brasil)[2]
- 2007 - 17º Lugar do Campeonato Mundial de Vôlei de Praia (Gstaad, Suíça)[2]
- 2008 - Campeão do Circuito Mundial de Vôlei de Praia[3]
- 2008 - Campeão na etapa de Maceió do Circuito Brasileiro Banco do Brasil[3]
- 2008 - Vice-campeão na etapa de Xangri-lá do Circuito Brasileiro Banco do Brasil[3]
- 2008 - Vice-campeão na etapa de Florianópolis do Circuito Brasileiro Banco do Brasil[3]
- 2008 - Vice-campeão na etapa de Campo Grande do Circuito Brasileiro Banco do Brasil[3]
- 2008 - Vice-campeão na etapa de Brasília do Circuito Brasileiro Banco do Brasil[3]
- 2009 - Campeão na etapa de Santa Maria do Circuito Brasileiro Banco do Brasil[3]
- 2009 - Vice-campeão na etapa de João Pessoa do Circuito Brasileiro Banco do Brasil[3]
- 2009 - 3º Lugar na etapa de Vitória do Circuito Brasileiro Banco do Brasil[3]
- 2009 - 3º Lugar na etapa de  Belém do Circuito Brasileiro Banco do Brasil[3]
- 2009 - 3º Lugar na etapa  de Teresina do Circuito Brasileiro Banco do Brasil[3]
- 2009 - 17º Lugar do Campeonato Mundial de Vôlei de Praia (Stavanger, Noruega)[2]
- 2010 - 17º do Circuito Mundial de Vôlei de Praia[5]
- 2010 - Campeão da etapa de João Pessoa do Circuito Brasileiro Banco do Brasil[3]
- 2010 - Vice-campeão da etapa de Uberaba do Circuito Brasileiro Banco do Brasil[3]
- 2010 - 9º do Circuito Mundial de Vôlei de Praia[6]
- 2011 - 23º do Circuito Mundial de Vôlei de Praia [8]
- 2011 - Campeão da etapa do Rio de Janeiro do Circuito Brasileiro Banco do Brasil[3]
- 2011 - Vice-campeão da etapa do Guarujá do Circuito Brasileiro Banco do Brasil[3]
- 2011 - Vice-campeão da etapa de Balneário Comboriu do Circuito Brasileiro Banco do Brasil[3]
- 2011 - 3º Lugar na etapa de Santa Maria do Circuito Brasileiro Banco do Brasil[3]
- 2011 - 5º Lugar do Campeonato Mundial de Vôlei de Praia (Roma, Itália)[2]
- 2012 - 6º do Circuito Mundial de Vôlei de Praia [9]
- 2012-13 - Campeão da etapa de Goiânia do Circuito Brasileiro Banco do Brasil[3]
- 2012-13 - Campeão da etapa de Campinas do Circuito Brasileiro Banco do Brasil[3]
- 2012-13 - Campeão da etapa de Curitiba do Circuito Brasileiro Banco do Brasil[3]
- 2012-13 - Campeão da etapa do Rio de Janeiro do Circuito Brasileiro Banco do Brasil[3]
- 2012-13 - Campeão da etapa de Fortaleza do Circuito Brasileiro Banco do Brasil[3]
- 2012-13 - Campeão da etapa de João Pessoa do Circuito Brasileiro Banco do Brasil[3]
- 2012-13 - Campeão da etapa de Maceió do Circuito Brasileiro Banco do Brasil[3]
- 2012-13 - Campeão da etapa de Brasília do Circuito Brasileiro Banco do Brasil[3]
- 2012-13 - 3º Lugar na etapa de Belo Horizonte do Circuito Brasileiro Banco do Brasil[3]
- 2012-13 - Campeão do Circuito Brasileiro Banco do Brasil[3]
- 2013 - 5º Lugar do Campeonato Mundial de Vôlei de Praia (Stare Jablonki, Polônia)[2]
- 2013-14 - Campeão da etapa do Rio de Janeiro do Circuito Brasileiro Banco do Brasil[3]
- 2013-14 - Vice-campeão da etapa de  Vitória do Circuito Brasileiro Banco do Brasil[3]
- 2013 - Vice-campeão do Circuito Mundial de Vôlei de Praia[10]

## Prêmios individuais
- 2005 - Revelação do Circuito Brasileiro do  Banco do Brasil[3]
- 2007 - Melhor recepção do Circuito Brasileiro do  Banco do Brasil[3]
- 2009 - Rei da Praia[3]
- 2012-13 - Melhor Bloqueio do Circuito Brasileiro do  Banco do Brasil[3]
- 2013 - Melhor Bloqueador do Circuito Mundial de Vôlei de Praia[11]